# 曽和 (新潟市)
曽和（そわ）は、新潟県新潟市西区の町字。郵便番号は950-2144。

## 概要
1889年（明治22年）から現在の大字。角田山北東、西川左岸堤防沿いに位置する。
もとは江戸時代から1889年（明治22年）まであった曽和新田村の区域の一部で、地名は、村の肝煎朝妻曽和治にちなむ。

### 隣接する町字
北から東回り順に、以下の町字と隣接する。
- 内野戸中才
- 内野早角
- 高山
- 新通
- 笠木
- 田島
- 内野潟端

## 歴史
元和年間から寛永年間に当地に移住した朝妻儀右衛門によって開発。当初は儀右衛門新田と称したが、のちに朝妻曽和治にちなんで改称した。
朝妻儀右衛門は近江国朝妻郡の豪族で、織田信長に敗れて信州に逃れた。また、弟の嘉左衛門が金巻新田を開発した。

### 編入した町字
1889年（明治22年）以後に、以下の町字を編入。
下泉（しもいずみ）
1889年（明治22年）から1962年（昭和37年）までの大字。
もとは江戸時代から1889年（明治22年）まであった下泉村の区域の一部で、1879年（明治12年）まであった泉村が西蒲原郡内に2村あったため下泉村に改称した。
1649年（慶安2年）の検地により成立。

### 年表
- 1889年（明治22年）4月1日 : 合併により河西村の大字曽和新田となる。
- 1901年（明治34年）11月1日 : 合併により中野小屋村の大字となる。
- 1922年（大正11年） : 曽和新田から、曽和に改称する。
- 1961年（昭和36年）6月1日 : 合併により新潟市の大字となる。
- 1962年（昭和37年） : 下泉を編入。
- 2007年（平成19年）4月1日 : 新潟市の政令指定都市移行により、西区の大字となる。

## 世帯数と人口
2018年（平成30年）1月31日現在の世帯数と人口は以下の通りである。
| 大字 | 世帯数 | 人口  |
| ---- | ------ | ----- |
| 曽和 | 56世帯 | 184人 |

## 小・中学校の学区
市立小・中学校に通う場合、学区は以下の通りとなる。
| 番地 | 小学校             | 中学校                 |
| ---- | ------------------ | ---------------------- |
| 全域 | 新潟市立笠木小学校 | 新潟市立中野小屋中学校 |

## 主な企業・施設
- 新潟県消防学校
- 新潟県立教育センター

## 交通

### 道路
- 新潟西バイパス
  - 曽和IC